# 12 décembre (film)
Pour les articles homonymes, voir Douze-Décembre et 12 décembre.
Pour plus de détails, voir Fiche technique et Distribution.
12 décembre (12 dicembre) est un film italien réalisé par Giovanni Bonfanti et Pier Paolo Pasolini, sorti en 1972.

## Synopsis
Documentaire sur les attentats de la piazza Fontana du 12 décembre 1969 de Milan.

## Fiche technique
- Réalisation : Giovanni Bonfanti et Pier Paolo Pasolini (non crédité)
- Scénario : Giovanni Bonfanti, Pier Paolo Pasolini et Goffredo Fofi
- Production : Giovanni Bonfanti
- Musique originale : Pino Masi
- Photographie : Sebastiano Celeste, Dimitri Nicolau, Giuseppe Pinori, Enzo Tosi et Roberto Lombardi
- Montage : Giovanni Bonfanti, Lamberto Mancini et Maurizio Ponzi
- Durée : 104 min
- Pays :  Italie
- Langue : Italien
- Couleur : noir et blanc
- Date de sortie : 
  -  Italie : 20 mai 1972

## Distribution
- Renzo Montagnani
- Gian Maria Volonté